# Leibniz – Chronik eines verschollenen Bildes
Leibniz – Chronik eines verschollenen Bildes (international: Leibniz – Chronicle of a Lost Painting) ist ein deutsches Filmdrama von Edgar Reitz aus dem Jahr 2025.

## Inhalt
Die preußische Königin Sophie Charlotte gibt für den von ihr verehrten Philosophen Gottfried Wilhelm Leibniz ein Porträt in Auftrag. Die Malsitzungen werden zu Gesprächen über Kunst, Liebe und Wahrheit.

## Produktion
Ab 2008 plante Reitz im Auftrag der Stadt Hannover, Kurzfilme über Leibniz in Räumen des renovierten Leineschlosses zu drehen. Aus finanziellen Gründen scheiterte das Projekt.
Die Dreharbeiten fanden im September und Oktober 2024 statt. Salome Kammer, Ehefrau von Regisseur Reitz, war als Regieassistentin und in einer Nebenrolle beteiligt.
Der Film feierte am 19. Februar auf der Berlinale 2025 in der Sektion Berlinale Special Premiere. Des Weiteren wird der Film am 25. April 2025 auf dem Lichter Filmfest in Frankfurt gezeigt und ab dem 18. September 2025 in den deutschen Kinos starten.